# Église Saint-Marcellin de Villars-Saint-Marcellin
Ne doit pas être confondu avec Église Saint-Marcellin de Saint-Marcellin.
À quelques kilomètres au sud-est de Bourbonne-les-Bains, dans la Haute-Marne, se dresse l'église de Villars-Saint-Marcellin, érigée sous le patronage de  saint Marcellin. L’église date des XIe et XIIe siècles. Le tympan d’entrée, le chœur et la crypte ont été classés monument historique (en 1846 et 1909) à la demande de Prosper Mérimée.  L’ensemble chœur et clocher est de style roman.

## Description

### Le chœur
Le chœur est constitué d’un rectangle de 8,60 m de long pour 4 m de largeur. La hauteur sous voûte est de 4,70 m. Il est prolongé par une abside en cul-de-four. L’abside est peinte en bleu ciel décoré d’étoiles noir et or. L’abside est éclairée par deux fenêtres latérales étroites et par une rosace grossière, barrée d’une croix de Malte. C’est le seul vitrail de l’église.
La voûte du chœur est sphérique, renforcée par deux nervures saillantes en pierres, dont quelques-unes en grès rouge. Elle s’appuie sur des ogives en tiers point. 
Cette croisée d’ogives, prémisse de l'architecture gothique, serait l’une des plus anciennes de l’Est de la France.

### Le tympan

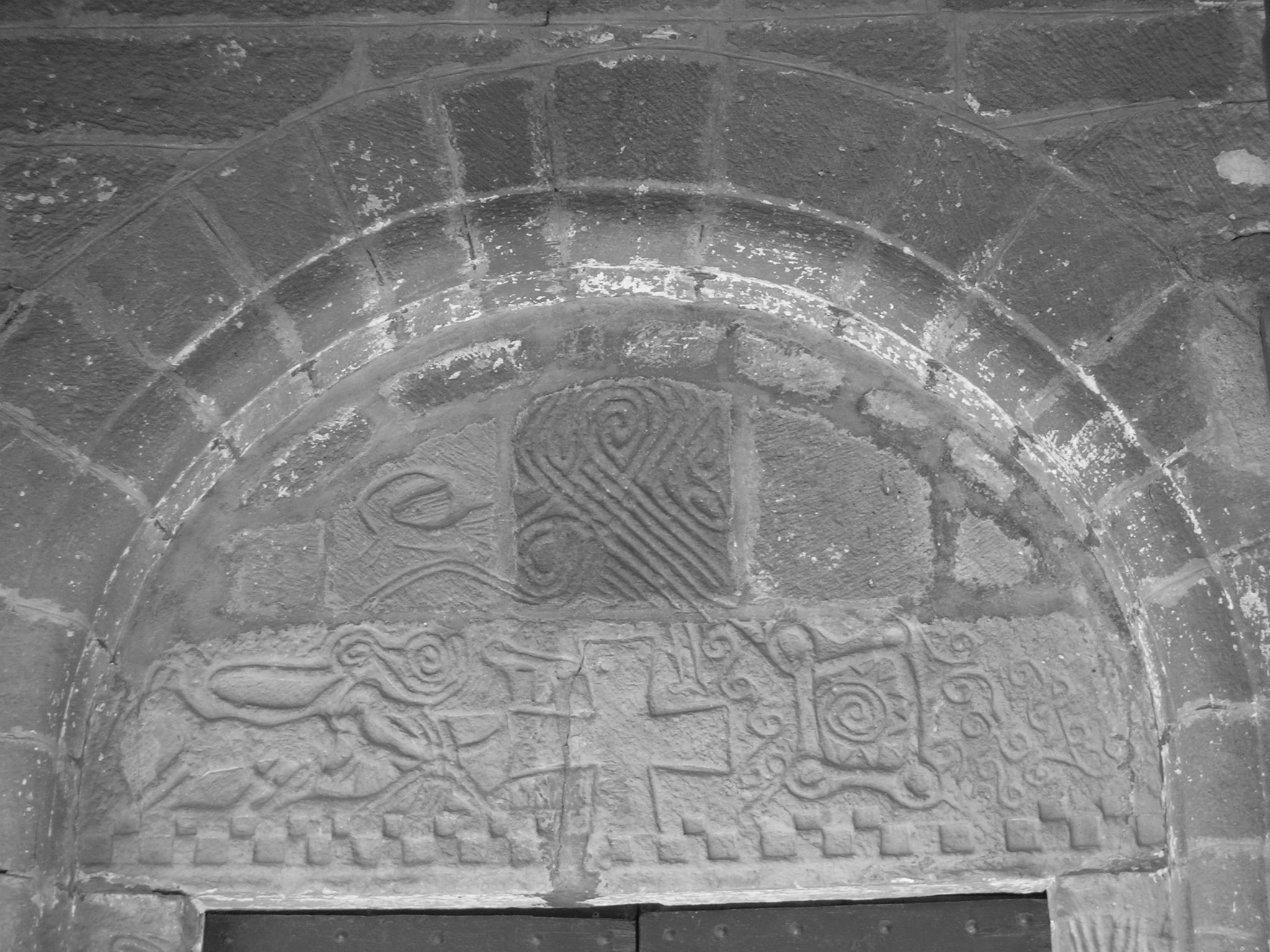
Tympan de l'église de Villars-Saint-Marcellin.

Il s'agit en l'espèce d'un linteau construit d’une seule pierre gravée de façon rustique, et de quatre pierres dont deux gravées. Les objets représentés sont encore mal expliqués et restent mystérieux.
On peut y apercevoir une croix pattée centrale, une chèvre, un chien, un animal fantastique avec deux gros yeux ronds, un poisson, un damier, une chaîne et des guirlandes. Seuls les chapiteaux des piliers latéraux sont décorés.

Il semble acquis que la pierre serait beaucoup plus ancienne que l’église, peut-être d’origine celtique, et réemployée à l’époque romane. 

### La crypte
La crypte est constituée d'une seule pièce, de mêmes dimensions que le chœur et l'abside  qui se trouve au-dessus. Le plafond est supporté par douze piliers à fût de plan hexagonal (au nombre de 6) ou de plan circulaire (au nombre de 6) alternés. Il semble que douze n'eussent pas été nécessaires : la charge portée par les deux colonnes situées en avant aurait pu en effet être reportée sur le mur voisin. D'aucun diront qu'ils représentent les douze Apôtres. Le plafond est constitué de petites voûtes qui vont d’un pilier à l’autre.
L’autel en pierre, est du XVIe siècle. Il supporte une Vierge de Pitié en pierre, classée également. Notons toutefois que l’artiste connaît mal les textes sacrés : il représente les jambes du Christ très déformées. Si les deux voleurs crucifiés au côté du Christ ont eu les jambes brisées, selon la coutume, pour abréger leurs souffrances, c’est d’un coup de lance au cœur qu’un soldat romain a donné la mort au Christ, respectant ainsi, sans le savoir, l’Écriture selon laquelle : « Aucun de ses os ne sera rompu… »

La crypte est éclairée par des fenêtres en fente. Au fond, un sarcophage double aurait contenu la dépouille de saint Marcellin. La légende veut que les maux de tête et, en particulier, les douleurs dentaires, disparaissent miraculeusement si le visiteur introduit sa tête dans l’ouverture du haut. 

### La nef
La nef a été reconstruite au XVIIIe siècle à la suite d’un incendie dû aux Suédois. En 1636, pendant la guerre de Trente Ans, elle est recouverte d’un lambris supporté par une forte charpente en chêne. 

### Le clocher

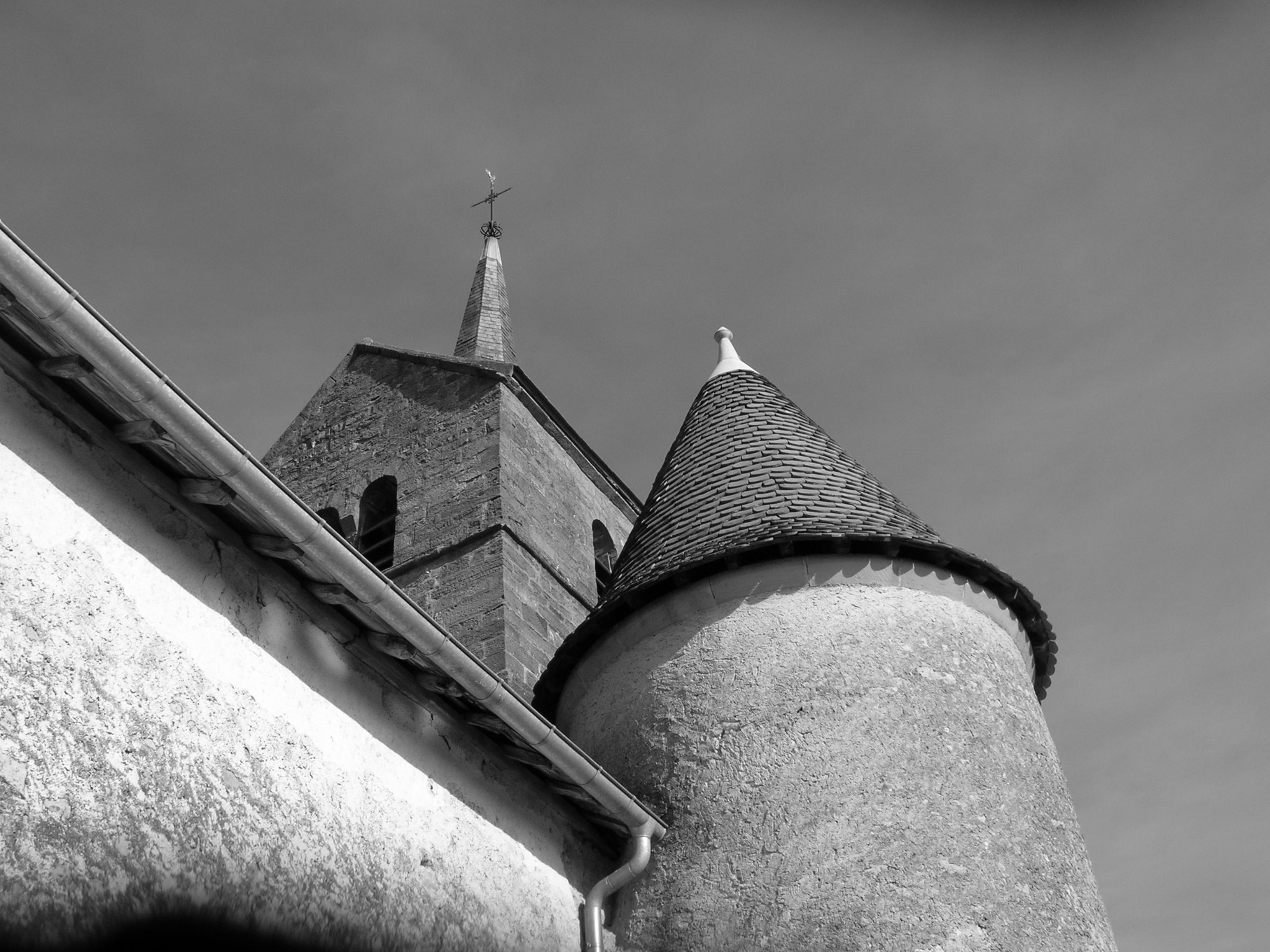
Tourelle de l'église de Villars-Saint-Marcellin.

Le clocher est surmonté d’une flèche assez curieuse. Une tourelle de 22 marches en colimaçon conduit à l’entrée du clocher. 

## Galerie

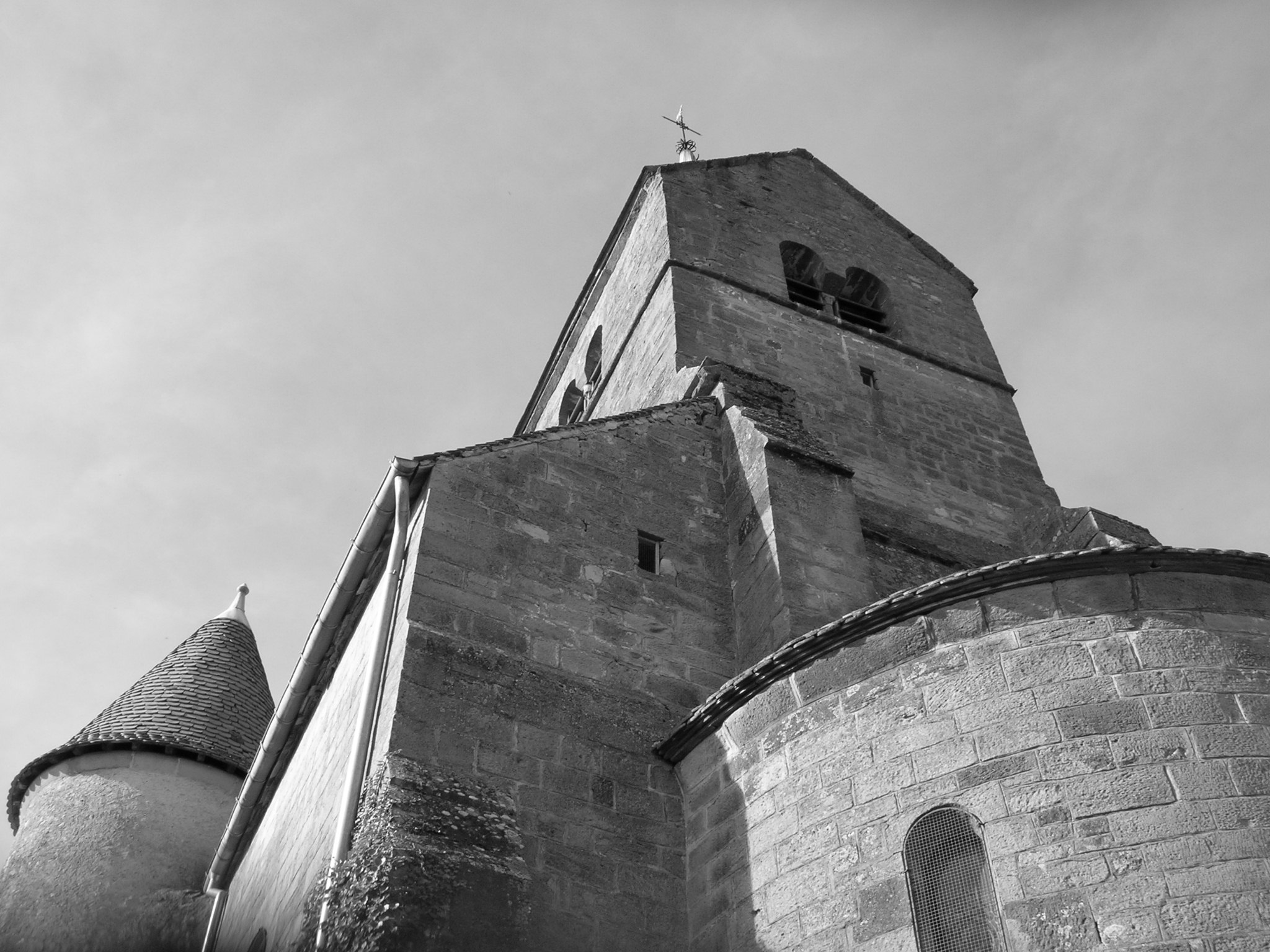